# Gilbert Ponramon
Pas d'image ? Cliquez ici

a Compétitions nationales et continentales officielles uniquement.

Gilbert Ponramon, né le 1er juin 1912 à Perpignan (Pyrénées-Orientales) et mort le 1er juin 1983 dans la même ville, est un joueur français de rugby à XV et de rugby à XIII évoluant aux postes de talonneur, de troisième ligne ou de centre dans les années 1920 et 1930.
Natif des Pyrénées-Orientales, Gilbert Ponramon pratique le rugby à XV dans son enfance avec l'U.S. Thuir avant de rejoindre l'U.S. Perpignan puis le Sporting White Perpignan. Lors de l'importation du rugby à XIII à Perpignan et la création du club du XIII Catalan, il change alors de code de rugby. Il prend part à quatre saisons de rugby à XIII avec le club perpignanais remportant le Championnat de France en 1936 avec François Noguères, Octave Triquéra et André Bruzy.

## Biographie
Gilbert Ponramon naît le 1er juin 1912 à Perpignan dans le département français des Pyrénées-Orientales.
Il meurt le 1er juin 1983 à Perpignan dans le département français des Pyrénées-Orientales.

## Palmarès
- Collectif :
  - Vainqueur du Championnat de France : 1936 (XIII Catalan).
  - Finaliste du Championnat de France : 1937 (XIII Catalan).
  - Finaliste de la Coupe de France : 1935 et 1937 (XIII Catalan).

### Statistiques
| Saison    | Saison       | Championnat           | Championnat | Coupe           | Coupe      |
| Saison    | Saison       | Comp.                 | Class.      | Comp.           | Class.     |
| --------- | ------------ | --------------------- | ----------- | --------------- | ---------- |
| 1934-1935 | XIII Catalan | Championnat de France | 6e          | Coupe de France | Finaliste  |
| 1935-1936 | XIII Catalan | Championnat de France | Champion    | Coupe de France | 1/4 finale |
| 1936-1937 | XIII Catalan | Championnat de France | Finaliste   | Coupe de France | Finaliste  |
| 1937-1938 | XIII Catalan | Championnat de France | 1/4 finale  | Coupe de France | 1/2 finale |